# Сахарские заливные луга
Сахарские заливные луга — экологический регион, практически полностью расположенный в Южном Судане, но также охватывающий небольшую территорию Эфиопии и часть спорной территории Абьей. Статус сохранности экорегиона оценивается как уязвимый.
В данном экорегионе находится огромное болото Судд, расположенное в долине Белого Нила.

## Климат
В южной части поймы Белого Нила годовое количество осадков составляет в среднем 800 мм, в северной части эта цифра приблизительна равна 600 мм. В жаркое время года температура в среднем равна 30 °C — 33 °C, в холодное время года температура опускается до 18 °C.

## Флора и фауна
Решающее значения для сохранения биоразнообразия в регионе имеют ежегодные наводнения, способные затопить более 15 000 км².
Экосистема поймы поддерживает множество видов растений. В самых влажных болотах преобладает Папирус. Также есть обширные болота с тростником и рогозом. За пределами поймы встречаются луга Hyparrhenia rufa. Лесные массивы Acacia seyal и баланитеса египетского граничат с экосистемой поймы.
Болота и поймы региона поддерживают богатую биоту, в том числе более четырёхсот видов птиц и сотни видов млекопитающих. Так, здесь находится самая крупная популяция китоглава, численность которого в данном экорегионе оценивается в 5000 особей. Почти весь регион является местом миграции розового пеликана, пролетающего более 2000 км, чтобы достичь одного из самых важных мест зимовки в поймах. Он является также местом обитания венценосного журавля.
Судд также включён в список ключевых мест для восстановления находящихся под угрозой исчезновения антилоп к югу от Сахары. В 1980-е здесь был один из самых высоких уровней популяции антилоп в Африке. Среди наиболее распространённых антилоп в экорегионе на данный момент обитают коб, топи и Gazella albonotata. Эти три антилопы совершают масштабные миграции по относительно нетронутой среде обитания Судда. эндемичный суданский козёл также встречается в экорегионе, насчитывая 30 000—40 000 особей. Он является объектом охоты и находится под угрозой исчезновения.

## Состояние экорегиона
Большая часть болот Судд остаётся обширной зоной, близкой к дикой природе. Многочисленные войны поставили под угрозу управление охраняемыми территориями, продолжается браконьерство на крупных млекопитающих. Уровень защиты и управления в национальном парке Бандингило был оценён как «нулевой».
Проживающие в экорегионе народы динка, нуэр и шиллук зависят от ежегодных наводнений и дождей, которые восстанавливают пойменные травы. Рыбалка в Судде также является способом к существованию. Плотность населения составляет менее 20 человек на км², большинство людей живут около крупных рек и озёр.

## Провинции, полностью или частично расположенные в экорегионе
- Судан: Западный Кордофан (спорная территория Абьей);
- Эфиопия: Гамбела;
- Южный Судан: Вараб, Вахда, Верхний Нил, Восточная Экватория, Джонглей, Озёрная провинция, Северный Бахр-эль-Газаль (Южный Судан), Центральная Экваториальная провинция.